# Бенглис, Линда
Линда Бенглис (англ. Lynda Benglis; род. 25 октября 1941, Лейк-Чарльз, Луизиана) — американская художница, известна благодаря восковой живописи и налитым скульптурам из латекса и полиуретана.

## Творчество
Линда Бенглис в 1960-е и 1970-е годы создавала яркие напольные скульптуры как ответную реакцию на минимализм, где доминировали мужчины, с присущим этому течению обилием математических и технологических аллюзий. Сначала появилась серия прилипших к полу скульптур из разлитого латекса. Затем Бенглис начала экспериментировать, смешивая пигмент и смолу, добавляя затем катализатор и воду, в результате чего получался пенящийся полиуретан, который выливался на каркасы различных форм (они были единственным заданным ранее элементом). Природно-органические объёмы приходилось изготавливать сразу, художница часто приглашала зрителей понаблюдать за этим процессом.
Бенглис считала, что мало представлена в современной художественной системе, управляемой мужчинами. Тогда она сделала пресловутый жест, снявшись в 1974 в серии фотографий, пародировавших типично мужской взгляд на женщин. В заключительной фотографии цикла она позировала обнажённой в тёмных очках и с фаллоимитатором, приставленным к лобку. Эта последняя фотография цикла была опубликована в «Артфоруме» в номере за ноябрь 1974.
В 1971 Бенглис начала сотрудничать с Робертом Моррисом, создав «Benglis’ video Mumble» (1972) и «Morris’ Exchange» (1973).

## Публичные коллекции
- MoMA, Нью-Йорк (url).
- Музей Гуггенхайма, Нью-Йорк.
- Тейт Модерн, Лондон (url).
- Национальная галерея Виктории, Мельбурн (url).
- Музей современного искусства Хоккайдо, Саппоро.
- Музей Уитни, Нью-Йорк (url).
- Центр искусств Уокера, Миннеаполис (url).
- SFMoMA, Сан-Франциско.
- LACMA, Лос-Анджелес.
- MOCA, Лос-Анджелес (url).
- Музей Род-Айлендской школы дизайна, Провиденс (url).
- MFAH, Хьюстон (url).
- Музей современного искусства, Чикаго.
- Национальная галерея, Вашингтон (url).
- Музей Хиршхорн, Вашингтон.
- Художественный музей, Филадельфия (url).
- Музей современного искусства, Форт-Уэрт (Техас).
- Музей искусств, Даллас.
- Галерея Олбрайт-Нокс, Буффало (Нью-Йорк) (url).
- Портлендский худ. музей, Портленд (Орегон) (url).
- UMMA, Детройт (url).
- WCMA, Уильямстаун (Массачусетс) (url (недоступная ссылка)).
- Спидовский худ. музей, Луисвилл (Кентукки).
- Музей Пэрриша, Уотер Милл (Нью-Йорк).
- Харвудский музей, Таос (Нью-Мексико) (url).
- Корпоративная коллекция банка JPMorgan Chase, Нью-Йорк.